# Súbdito
El rasgo de súbdito asociado al concepto (el término latino subdĭtus es el participio pasivo de subdĕre "someter") se identifica en la Edad Media y el Antiguo Régimen con la condición social del tercer estado (plebeyos, pueblo o el común), como en los términos ingleses commoner ("común" o "comunero" -la expresión castellana que designa a los partidarios del bando de las ciudades en la Guerra de las Comunidades-) y commons (representados en la House of Commons -"cámara de los comunes"-), el alemán untertan (que implica subordinación -unter-), o el francés roturier ("roturador", del bajo latín ruptarius, "el que rompe la tierra").
En Bodino la condición de ciudadano equivale súbdito del Estado, otorgando a la lealtad debida por el ciudadano un rasgo nacional.
La condición de súbdito se emplea, a partir de la Revolución francesa, en oposición con la de ciudadano (citoyen); puesto que se entendía que la de "súbdito" implicaba la sumisión a la soberanía del rey propia de una monarquía absoluta del Antiguo Régimen, mientras que la de "ciudadano" implicaba la participación en la soberanía nacional.
Incluso en los países que habían constituido sistemas políticos liberales y hasta democráticos, la oposición entre "ciudadano" y "súbdito" continuó teniendo sentido en el contexto del imperialismo del siglo XIX y la primera mitad del XX, dado que únicamente los que poseían la ciudadanía de la metrópolis tenían derechos políticos plenos, por oposición a los indígenas de las colonias, que no obstante eran súbditos del Imperio. En el contexto de los procesos de descolonización de la segunda mitad del siglo XX, se consideró en cada caso el reconocimiento o no de la ciudadanía a los habitantes de las antiguas colonias, con diferentes consecuencias.